# محمد آل الشيخ أبي بكر

صورة لمحمد آل الشيخ أبي بكر على ورقة عملة من فئة 5000 فرنك قمري صادرة في عام 2006

محمد بن عبد الله آل الشيخ أبي بكر بن سالم (بالفرنسية: Saïd Mohamed Cheikh) (1904 - 1970) سياسي وطبيب وأول رئيس وزراء في جزر القمر في زمن الاستعمار الفرنسي. كان يعد وقتها أهم وأبرز الشخصيات السياسية في جزر القمر. وبعد استقلال جزر القمر عن فرنسا وضعت صورته على فئة خمسة آلاف فرنك قمري تكريما له وتخليدا لذكراه.

## نسبه
محمد بن عبد الله بن منصب بن أبي بكر بن أحمد بن أبي بكر بن عبد الله بن سالم بن أحمد بن عبد الله بن علي بن الشيخ أبي بكر بن سالم بن عبد الله بن عبد الرحمن بن عبد الله بن عبد الرحمن السقاف بن محمد مولى الدويلة بن علي بن علوي الغيور بن الفقيه المقدم محمد بن علي بن محمد صاحب مرباط بن علي خالع قسم بن علوي بن محمد بن علوي بن عبيد الله بن أحمد المهاجر بن عيسى بن محمد النقيب بن علي العريضي بن جعفر الصادق بن محمد الباقر بن علي زين العابدين بن الحسين السبط بن علي بن أبي طالب، وعلي زوج فاطمة بنت محمد ﷺ.
فهو الحفيد 36 لرسول الله محمد ﷺ في سلسلة نسبه.

## مولده ونشأته
ولد في الأول من شهر يوليو سنة 1904 م في مدينة ميتساميولي بجزيرة القمر الكبرى. وتلقى تعليمه الأوّلي بها وبمدينة موروني، ثم أكمل دراسته في مجال الطب في جزيرة مدغشقر وتخرج بها سنة 1926. ثم عاد إلى جزر القمر ومارس عمله بها كطبيب إلى سنة 1945، وتحول بعدها إلى العمل السياسي.

## مناصبه
من مناصبه في عهد الاستعمار الفرنسي:
- عضو في الجمعية الوطنية الفرنسية (1945 - 1962)
- رئيس مجلس الحكومة في جزر القمر (1962 - 1970)

## وفاته
توفي في السادس عشر من شهر مارس سنة 1970 م وهو في مدينة سوافيناندريانا بإقليم تاناناريف في جزيرة مدغشقر، ودفن جثمانه في موروني بجزيرة القمر الكبرى. وتم إطلاق اسمه على ملعب رياضي في مسقط رأسه وهو ملعب سيد محمد شيخ.

## روابط خارجية
- Saïd Mohamed Cheikh 1904-1970, parcours d'un conservateur - La librairie.